# Mastercutor Alive
| Recensione | Giudizio |
| ---------- | -------- |
| AllMusic   |          |

Mastercutor Alive è un album live pubblicato dalla band heavy metal tedesca U.D.O. nel 2008.
Contiene l'intero concerto del 3 maggio 2008 alla Stadthalle di Tuttlingen, Germania ed è stato pubblicato anche in versione DVD.

## Tracce

### CD 1
1. Mastercutor
2. 24/7
3. They Want War
4. The Bullet And The Bomb
5. Midnight Mover (Accept cover)
6. Vendetta
7. Mission No. X
8. Midnight Highway (Accept cover)
9. The Wrong Side Of Midnight
10. Breaker (Accept cover)
11. Guitar Solo
12. Princess Of The Dawn (Accept cover)
13. One Lone Voice
14. Winterdreams (Accept cover)

### CD 2
1. Living For Tonite (Accept cover)
2. Thunderball
3. Drum Solo
4. Man And Machine
5. Animal House
6. Metal Heart (Accept cover)
7. Holy
8. Balls To The Wall (Accept cover)
9. Fast As A Shark (Accept cover)
10. Burning (Accept cover)
11. Outro
12. I'm A Rebel (Accept cover)

## Bonus del DVD
1. Road movie Russia tour (15 minutes)
2. Road movie South America tour (15 minutes)
3. Concert Belarus (30 minutes)

## Formazione
- Udo Dirkschneider: voce
- Stefan Kaufmann: chitarra
- Igor Gianola: chitarra
- Fitty Wienhold: basso
- Francesco Jovino: batteria